# Globasnitz
Globasnitz (słoweń. Globasnica) – gmina w Austrii, w kraju związkowym Karyntia,  w powiecie Völkermarkt. Liczy 1602 mieszkańców (1 stycznia 2015).